# Emilio Alzamora
Emilio Alzamora, né le 22 mai 1973 à Lleida, est un pilote de vitesse moto espagnol. Il a remporté le championnat du monde 125 cm3 en 1999 avec la particularité de n'avoir jamais gagné dans la saison.

## Biographie
Après avoir couru en championnat du monde dans les catégories 125 et 250 cm3 de 1994 à 2003, il sera, entre autres, le manager du pilote espagnol Marc Márquez pendant dix-huit ans, de même que celui de son frère Álex ; cette collaboration a cessé en août 2022.

## Palmarès

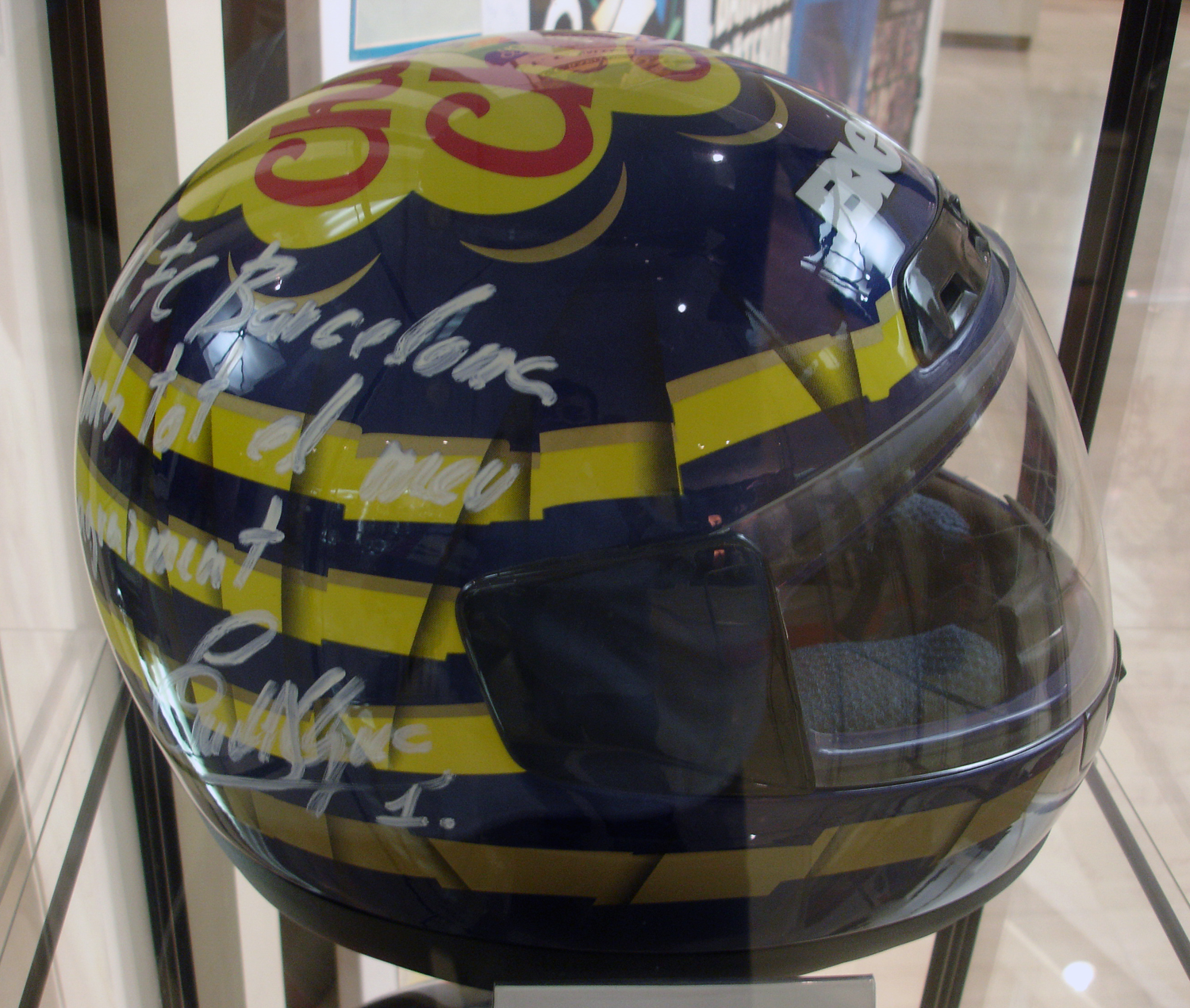
Le casque d'Emilio Alzamora.

- Champion du monde en 125 cm3 en 1999